# Nationalliga A (Handball) 1952/53
Die Spielzeit 1952/53 war die 4. reguläre Spielzeit der Schweizer Nationalliga A im Handball der Männer. Der Schweizer Meister wurde im Turniermodus in St. Gallen ermittelt.

## Modus
Die Teams qualifizierten sich über regionale Meisterschaften für die Schweizer Meisterschaft.
Gespielt wurde von den 5 Teams eine Runde zu je 4 Spielen im Turniermodus. Der Sieger war Schweizer Hallenhandball-Meister.

## Rangliste
| Rang                    | Verein                | Spiele | S | U | N | Tore  | Punkte |
| ----------------------- | --------------------- | ------ | - | - | - | ----- | ------ |
| 1.                      | STV Rorschach-Stadt   | 4      | 3 | 1 | 0 | 24:17 | 7      |
| 2.                      | Länggasse Bern        | 4      | 2 | 1 | 1 | 13:9  | 5      |
| 3.                      | TVK Basel             | 4      | 2 | 0 | 2 | 14:14 | 4      |
| 4.                      | Unterstrass Zürich    | 4      | 2 | 0 | 2 | 13:14 | 4      |
| 5.                      | Mehrkampfgruppe Baden | 4      | 0 | 0 | 4 | 10:20 | 0      |
| Stand: 23. Februar 1953 |                       |        |   |   |   |       |        |

| Zum Saisonende 1952/53: |                   |
|                         | Schweizer Meister |
|                         | Saison beendet    |

## Schweizer Meister
1. Schweizer Meistertitel für den STV Rorschach-Stadt
| Schweizer Meister STV Rorschach-Stadt | Torhüter: Masinero Feldspieler: Stürm, Straub |